# Antropora typica
Antropora typica är en mossdjursart som först beskrevs av Ferdinand Canu och Ray Smith Bassler 1928.  Antropora typica ingår i släktet Antropora och familjen Antroporidae.
Arten skiljer sig från Antropora octonaria genom att opesiet är ovalt med djupare tandning och genom ett enkelskiktat zoarium (skikt av zooider). Kolonierna är svagt rosa.
Artens utbredningsområde är Mexikanska golfen. Inga underarter finns listade i Catalogue of Life.